# Turngemeinde Herford

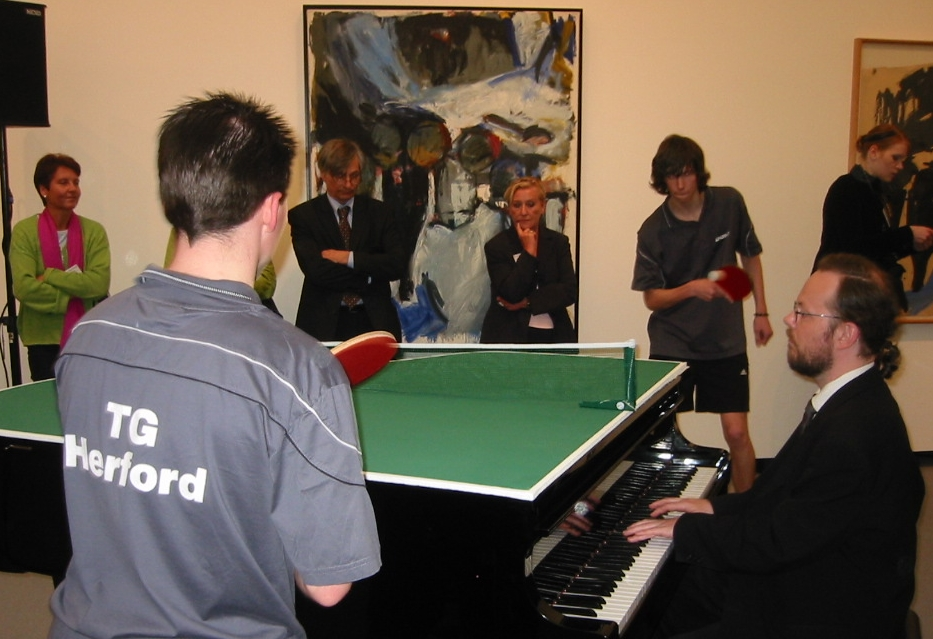
Performance zur Eröffnung des MARTa Herford

Die am 15. Dezember 1860 gegründete Turngemeinde Herford (TGH) ist ein in Herford ansässiger Sportverein. Mit über 3.700 Mitgliedern (Stand: Mitte 2017) ist die TGH der mitgliederstärkste Verein im Kreis Herford. Die größte Abteilung bilden die Freizeitsportler mit etwa 1.300 Mitgliedern.

## Geschichte
Nachdem im Juli 1860 Turner der Bielefelder Turngemeinde die Gründung eines Turnvereins in Herford angeregt hatten, wurde auf einer Mitgliederversammlung am 15. Dezember 1860 der Vorstand des neuen Vereins gewählt. In den Wirren des Deutsch-Französischen Krieges kam das Vereinsleben zum Erliegen, woraufhin der Verein am 3. Dezember 1871 neu gegründet wurde. Nach Einführung des neuen Bürgerlichen Gesetzbuches wurde er im Jahr 1900 ins Vereinsregister eingetragen.
Im Jahr 1909 wurde vor dem Herforder Bismarckturm das 1. Stuckenbergfest gefeiert. Zwei Jahre später wurde auf dem Lübberbruch eine Turnhalle fertiggestellt, deren Empore 1931 als Vereinszimmer ausgebaut wurde. Zu dieser Zeit hatte der Verein etwa 500 Mitglieder. 1934 trat der „Turnerbund von 1878 Herford“ zur Turngemeinde über.
Nach dem Zweiten Weltkrieg fand die erste Hauptversammlung am 4. April 1946 statt und 1964 wurde die Geschäftsstelle in der Turnhalle auf dem Lübberbruch eingerichtet. Im Jahr 1984 hatte der Verein 2.000 Mitglieder.
Die größte Veränderung gab es 1996, als ein Teil der Fläche am Tierpark Waldfrieden, die durch die Britischen Streitkräfte genutzt worden war, von der Stadt zu einem Sportpark umgewidmet wurde. Die Turngemeinde Herford kaufte die dort vorhandene Sporthalle und weitere Geländeflächen und eröffnete ihre Sportanlage am 20. September 1998. Im Jahr 2002 zog auch die Geschäftsstelle vom Lübberbruch in den Sportpark, in dem sich inzwischen auch der Tennisclub Herford (TCH), der Herforder Verein für Luftfahrt, die Deutsche Lebens-Rettungs-Gesellschaft (DLRG), der Radsportclub Endspurt, der Motor-Veteranen-Sport-Club Herford (MSC) und weitere Vereine angesiedelt hatten.
Die Mitgliederzahl stieg von 3.000 im Jahr 2002 auf etwa 4.000 Anfang 2010. Sie wurde auch durch den Beitritt anderer Vereine zum Turnverein im Laufe seiner Geschichte erreicht.

## Sportarten
Die Sportler sind in 19 Abteilungen aktiv. Die größte Abteilung bilden die Freizeitsportler mit 1.300 Mitgliedern. Danach kommen die Turner mit ca. 600 Mitgliedern. Weitere Sportarten sind: Badminton, Basketball, Billard, Eiskunstlaufen, Fechten, Handball, Jonglage, Judo, Jujutsu, Kegeln, Leichtathletik, Schwimmen, Taekwondo, Tischtennis, TG PLAY!, Turnen und Volleyball.

## Erfolge
Erfolgreichste Sportler sind die Kegler, die seit 2014 wieder in der Scheren-Bundesliga spielen, wie bereits seit mehreren Jahren bis 2011. 1998 wurden sie Deutscher Meister. Von 2011 bis 2014 spielte die erste Mannschaft in der 2. Kegel-Bundesliga, die zweite Mannschaft spielte dort von 2006 bis 2009. Mit dem Kegler Dietmar Knörenschild und dem Fechter Wolf Nettingsmeyer gibt es zwei Senioren-Weltmeister im Verein.

## Sportstätten
Auf dem Gelände der Sportanlage im Sportpark Waldfrieden gibt es eine Sporthalle, eine Gymnastikhalle, einen Mehrzweckraum, einen Multifunktionsraum, eine Kegelsportanlage, ein Billardstudio, einen Fitnessraum und ein Beach-Volleyballfeld. Außerdem ist dort ein Infozentrum und Sozialraum vorhanden. Die Sporthalle wurde im Jahr 2010 erweitert.
Außer den Sportanlagen, die sich auf dem Gelände befinden, werden noch weitere Sportstätten in der Stadt Herford genutzt, so z. B. das Freizeitbad H2O und das Freibad „Im Kleinen Felde“ von der Schwimmabteilung, die Eisbahn „Im Kleine Felde“ von den Eiskunstläufern sowie das Ludwig-Jahn-Stadion, die Turnhalle auf dem Lübberbruch und fast alle Schulturnhallen der Stadt.

## Kindergarten
Der Verein betreibt auf seinem Gelände den Bewegungskindergarten TG „Hops!“, in dem der Schwerpunkt auf der Bewegungserziehung liegt. Mitte 2013 besuchten 45 Kinder zwischen 3 und 6 Jahren und 10 Kinder unter 3 Jahren die Einrichtung.